# Domnentiolus
Domnentiolus (en grec : Δομνεντίολος) est un militaire byzantin sous le règne de Justinien au VIe siècle. Il est notamment connu pour son action en Sicile lors de la guerre des Goths (535-553).

## Biographie
Les sources rapportent son patronyme de diverses manières. L'orthographe Domnentiolus vient du récit de Procope de Césarée mais Ménandre le Protecteur en parle sous le nom de Domenentiolus (Δομενεντίολος), Jean Malalas écrit Dometiolus, Théophane le Confesseur opte pour Domentziolus. Enfin, Zacharie le Rhéteur préfère la forme Domitziolus et un écrit préservé par le patriarche Photios Ier de Constantinople parle de Comentiolus. 
La mère de Domnentiolus est une soeur anonyme de Bouzès. Parmi ses oncles, on peut citer Coutzès et Venilus. Quant à son grand-père maternel, il s'agit probablement du général et rebelle Vitalien. Il appartient donc à la haute aristocratie impériale. 
Il apparaît dans les sources en avril 531, à l'occasion de la bataille de Callinicum contre les Sassanides. Son oncle Bouzès est alors à Amida et une maladie l'empêche de se déplacer. Il charge alors son neveu de conduire une force armée vers une localité que Zacharie le Rhéteur nomme Abhgarsat. Là, les Byzantins confrontent une troupe sassanide et sont vaincus. Domnentiolus est capturé et déporté au centre de l'Empire sassanide. En 532, la Paix éternelle est conclue et Domnentiolus libéré à l'occasion d'un échange de prisonniers. 
Il réapparaît en 543 comme l'un des généraux de la guerre lazique contre les Sassanides. Il est associé à Justus, Péranius, Jean (fils de Nicétas) et Jean le Glouton dans le commandement d'une armée à Phison, près de Martyropolis. De là, ils se rendent sur la frontière avec les Sassanides avec une troupe qui aurait compté 30 000 hommes selon Procope. 
Une autre armée byzantine s'en prend au territoire des Sassanides depuis un autre endroit. Selon Procope, cette initiative amène d'autres corps d'armée à attaquer, dont ceux de Domnentiolus et des autres généraux, à l'exception de Justus. Dans l'ensemble, ces différentes forces peinent à se coordonner. Finalement, Domnentiolus se concerte avec Justus, qui a fini par le rejoindre et d'autres officiers pour envahir la région du Taron, la piller et s'en retirer.
Domnentiolus est cité dans les sources une dernière fois en 550, à l'occasion de la guerre des Goths en Italie. Il est alors le commandant de Messine en Sicile. A cette date, Totila mène une révolte des Ostrogoths qui tentent de chasser les Byzantins. Il va jusqu'à débarquer en Sicile mais Domnentiolus se porte à leur rencontre et bat les Goths devant la cité. Toutefois, Procope semble lui reprocher d'être revenu bien vite à l'abri des murailles et d'avoir laissé l'arrière-pays sans protection. Domnentiolus disparaît ensuite des sources.

## Sources
- (en) Geoffrey Greatrex et Samuel N. C. Lieu, The Roman Eastern Frontier and the Persian Wars (Part II, 363-630 AD), Routledge, 2002,, 408 p. (ISBN 978-0-415-14687-6 et 0-415-14687-9, présentation en ligne).
- Pierre Maraval, Justinien : le rêve d'un empire chrétien universel, Paris, Tallandier, 2016,, 427 p. (ISBN 979-10-210-1642-2).
- (en) John R. Martindale, A.H.M. Jones et John Morris, The Prosopography of the Later Roman Empire, Volume III : AD 527-641, Cambridge University Press, 1992,, 1626 p. (ISBN 978-0-521-20160-5, présentation en ligne).
- (en) Procope de Césarée, (trad. Henry Dewing), History of the wars. vol. 1, Books I-II, Cambridge University Press, 1914.